# Poutyla
Poutyla (en ukrainien : Путила) ou Poutila (en russe : Путила) est une commune urbaine de l'oblast de Tchernivtsi, en Ukraine, et le centre administratif du raïon de Poutyla. Sa population s'élevait à 3 413 habitants en 2021.

## Géographie
Poutyla est située à 5 km de la frontière roumaine, à 70 km au sud-ouest de Tchernivtsi et à 480 km au sud-ouest de Kiev et proche du Parc national de la Tcheremoch.

## Histoire
Poutyla est mentionnée pour la première fois en 1501. Au cours de l'année 1817, les paysans de Poutyla déposent une plainte auprès de l'empereur François Ier, pour protester contre dix augmentations des impôts en dix ans. En 1843, l'interdiction faite aux paysans d'utiliser les forêts conduit à des émeutes à Poutyla. Un des chefs de la révolte est Loukian Kobylytsia. Quatorze chefs de la révolte populaire sont arrêtés, y compris Loukyan Kobylytsia, Ivan Halitsia et Yossyp Byrlou.

## Population
Recensements (*) ou estimations de la population :
| 1959* | 1970* | 1979* | 1989* |
| ----- | ----- | ----- | ----- |
| 1 294 | 2 146 | 2 841 | 3 604 |

| 2001* | 2012  | 2013  | 2014  |
| ----- | ----- | ----- | ----- |
| 3 332 | 3 343 | 3 373 | 3 374 |

| 2021  | - | - | - |
| ----- | - | - | - |
| 3 413 | - | - | - |

## Lieux d'intérêt

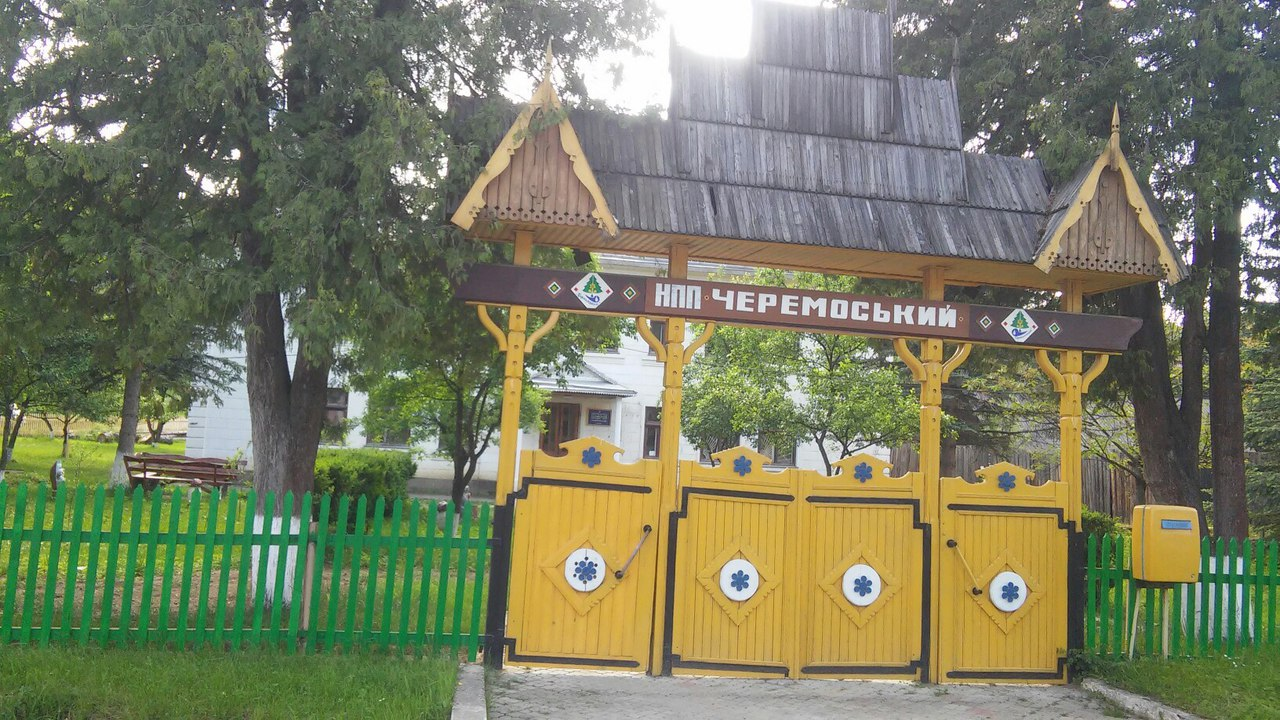
Entrée du Parc national.
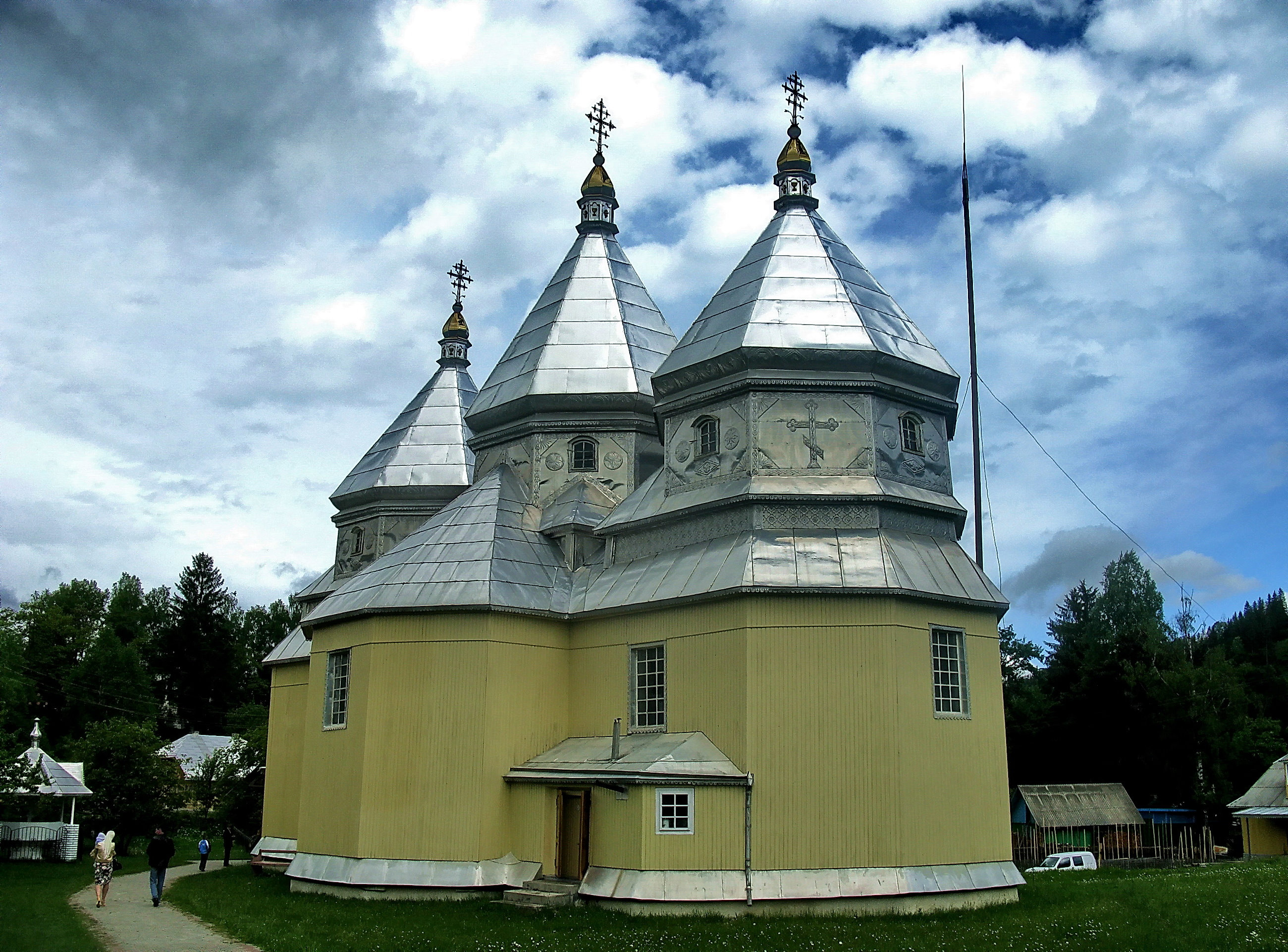
L'église st-Nicolas classée[4].